# Phare d'Algoma
Le phare d'Algoma (en anglais : Algoma Light), est un phare du lac Michigan situé à l'entrée du petit port d'Algoma dans le Comté de Kewaunee, Wisconsin.

## Historique
La première station de signalisation maritime a été créée en 1893 comme un ensemble de feux d'alignement. En 1895, une lentille de Fresnel de cinquième ordre a remplacé la lanterne d'origine pour augmenter sa portée.
Un phare a été reconstruit en 1908, époque à laquelle il s'agissait d'une petite tour conique en tôle d'acier de 8 m. En 1932, celle-ci a été modifiée de nouveau et toute la structure a été élevée à une hauteur de 13 m en plaçant l'ancienne tour sur une nouvelle base en acier, ce qui a augmenté sa hauteur focale. Le phare a été automatisé en 1973. La lentille de Fresnel a été retirée pour être restaurée et exposée au North Point Lighthouse Museum à Milwaukee Celle-ci a été remplacée par une optique moderne LED.

## Description
Le phare  est une tour cylindrique en acier de deux étages de 12,5 m de haut, avec galerie et lanterne. La tour est totalement rouge.
son feu isophase  émet, à une hauteur focale de 14,5 m, une longue lumière rouge de trois secondes par période de 6 secondes. Sa portée est de 16 milles nautiques (environ 30 km). Il est équipé d'une corne de brume émettant un souffle  toutes les 10 secondes, du premier avril au premier décembre en cas de nécessité.

## Caractéristiques dufeu maritime
Fréquence : 6 secondes (R)
- Lumière : 3 secondes
- Obscurité : 3 secondes

Identifiant : ARLHS : USA-004 ; USCG :  7-20975 .

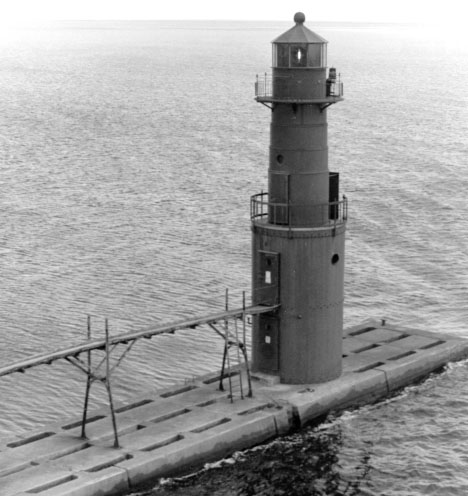
Le phare (photo USCG)
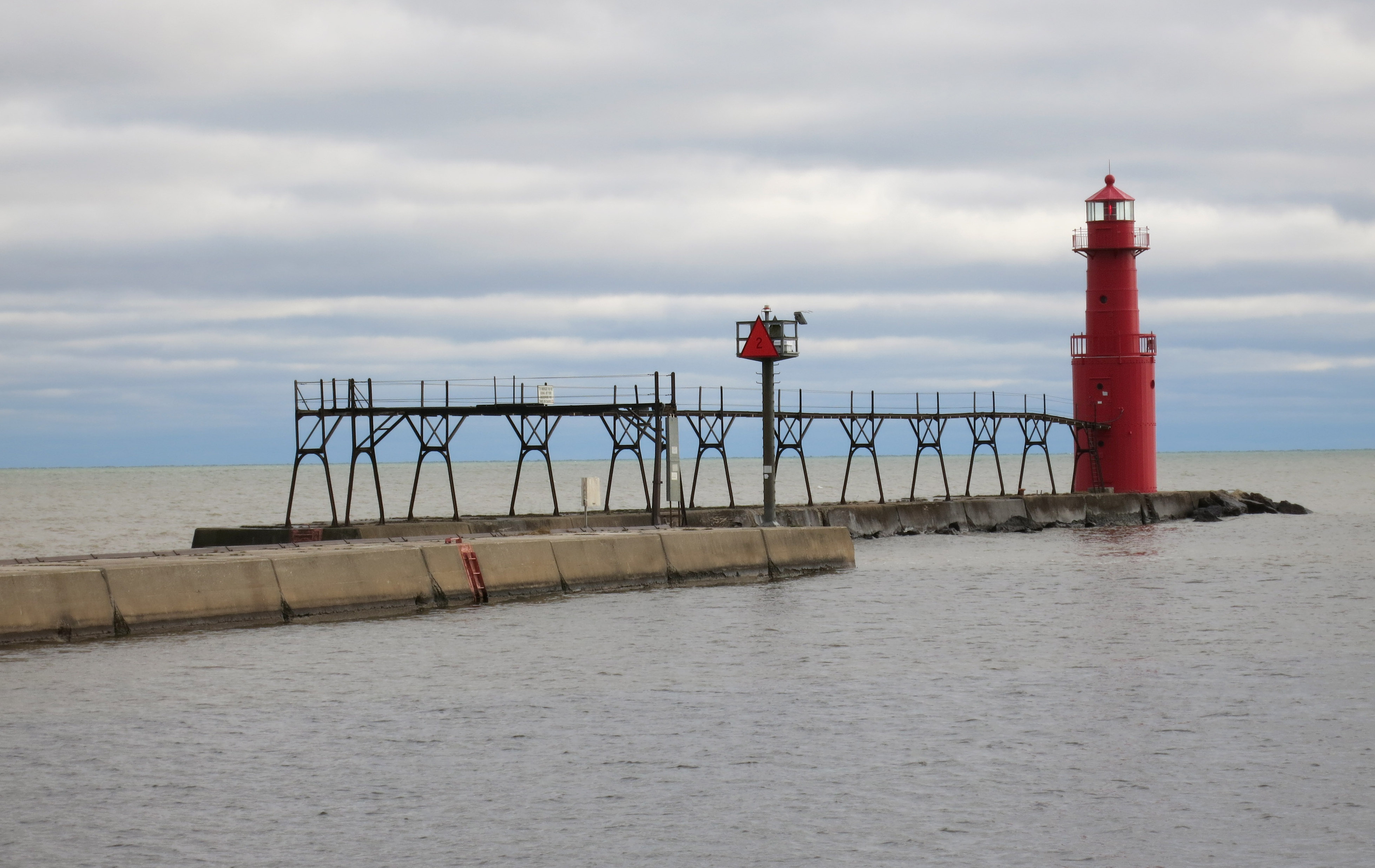
La jetée
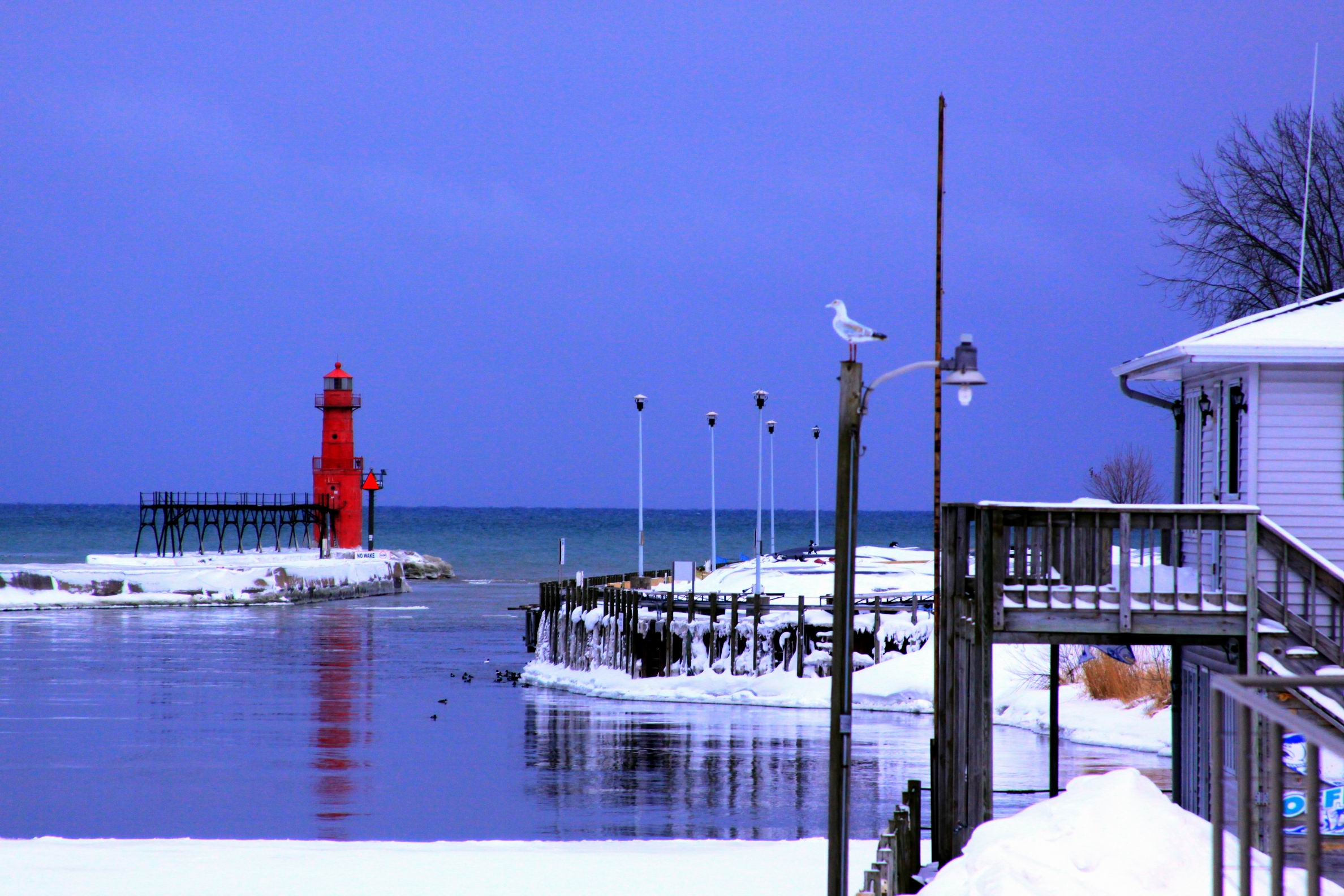
Le phare

### Lien connexe
- Liste des phares du Wisconsin